# Berzunți (gmina)
Berzunți – gmina w Rumunii, w okręgu Bacău. Obejmuje miejscowości Berzunți, Buda i Dragomir. W 2011 roku liczyła 4625 mieszkańców.